# Fatou Jammeh-Touray
Fatou Jammeh-Touray (* 20. Jahrhundert) ist eine gambische Politikerin.

## Leben
Jammeh-Touray war als Dozentin am Management Development Institute (MDI) beschäftigt.
Am 6. März 2017 wurde Jammeh-Touray von der neuen Regierung Adama Barrow zur Gouverneurin der Upper River Region ernannt, sie ersetzte Omar Sompo Ceesay, der Anfang Februar von diesem Posten enthoben wurde. 2018 wurde sie Gouverneurin der Lower River Region und ersetzte Fanta Bojang Samateh-Manneh, die den Posten in der Upper River Region übernahm. Mitte September 2019 wurde Jammeh-Touray von dem Posten als Gouverneurin versetzt ins Landwirtschaftsministerium (Ministry of Agriculture) und war dort stellvertretende Staatssekretärin (deputy permanent secretary). Im Juni 2024 wurde sie zur Gouverneurin der North Bank Region ernannt.